# شهرستان آرال
شهرستان آرال (به قزاقی: Арал ауданы، ارال اۋدانى) یک شهرستان در قزاقستان است که در استان قزل‌اوردا واقع شده‌است. شهرستان آرال ۷۴٬۶۸۹ نفر جمعیت دارد.